# パンシェルジュ検定
パンシェルジュ検定（パンシェルジュけんてい）は、パンシェルジュ検定運営委員会が主催している検定試験である。株式会社ホームメイドクッキングが後援している。

## 概要
従来日本人の主食と言われてきた米に代わりうる存在として、すっかり日常の食生活に定着した「パン」についての知識を問う検定試験である。
本試験ではパンの製造方法や関連器具、材料の知識だけでなく、パンの歴史や世界のパンの種類、衛生やマナーについても出題される。
初回試験は2009年11月3日に実施された。
等級は1級（パンシェルジュマスター）、2級（パンシェルジュプロフェッショナル）、3級（パンシェルジュベーシック）の3段階が用意されている。難易度としては3級は趣味レベルであるが、2級以上になるとより実践的かつ専門的な内容になりパン屋など製パンに関わる職業人向けの試験内容となる。
合格基準は1級では満点の80％以上の得点率、2級および3級は満点の70％以上の得点率である。
1級受験にあたっては既に2級に合格していることが前提条件となる。2級と3級は併願可能だが、3級が不合格だった場合は2級も自動的に不合格となる。